# Joan Ciparissiota
Joan Ciparissiota (en llatí Joannes Cyparissiota, en grec Ιωάννου Κυπαριδδιώτης), anomenat Sapiens o el Savi, fou un escriptor romà d'Orient de la segona meitat del segle xiv. Segons indica a les seves obres, van ser escrites, sinó totes almenys algunes, després de l'any 1359.
Fou opositor de Gregori Palamàs (Gregorius Palamas) dirigent d'una secta que creia en una llum divina, que era el dogma de la llum no creada del Mont Tabor. Les seves publicacions fan referència a aquesta controvèrsia.
Va compondre una sèrie de cinc tractats dels que s'han publicat el primer i el quart llibre del primer tractat (Palamiticarum Transgressionum Libri IV). Va escriure també Ἔκθεσις στοιχειώδης ῥήσεων Θεολογικῶν, Expositio Materiarum eorum que de Deo a Theologis dicuntur. Aquesta obra està dividida en un centenar de capítols, que s'ordenen en deu dècades o porcions de deu capítols cadascuna. Per aquesta divisió es fa referència a l'obra només pel títol de Dècades.